# سیارک ۴۶۵۵
سیارک ۴۶۵۵ (به انگلیسی: 4655 Marjoriika، نامگذاری:1978RS) چهار هزار و ششصد و پنجاه و پنجمین سیارک کشف شده‌است که در ۱ سپتامبر ۱۹۷۸ کشف شد.
قدر مطلق سیارک برابر ۱۳٫۶۰ است.